# Гайко Геннадій Іванович
Гайко Геннадій Іванович (нар. 11 грудня 1965 в Алчевську Луганської області) — український вчений у сфері гірництва та підземного будівництва, доктор технічних наук, доктор будівництва, професор, дійсний член Наукового товариства ім. Шевченка та Академії будівництва України, учасник проєктів «Велика українська енциклопедія» та «Гірнича енциклопедія», перекладач українською мовою літературно-наукової пам'ятки ХVI ст. — книги Георга Агріколи «Про гірничу справу» («De Re Metallica»).
Коло наукових зацікавлень: проблеми забезпечення стійкості підземних споруд, планування розвитку підземної урбаністики, нетрадиційні гірничі технології, історія гірництва й підземного будівництва.

## Життєпис
У 1988 р. закінчив Донбаський державний технічний університет (м. Алчевськ), де в подальшому тривалий час працював на викладацьких посадах.
Дисертацію кандидата технічних наук за спеціальністю «Підземна розробка родовищ корисних копалин» захистив 1995 р. у Донецькому національному технічному університеті, докторську «Наукове обґрунтування та розробка методів управління напруженим станом сталевого рамного кріплення гірничих виробок» за фахом «Шахтне й підземне будівництво» — у 2004 р. у Національному гірничому університеті «Дніпровська політехніка» (м. Дніпро).
У 2001—2002 рр. проходив наукове стажування в Краківській гірничо-металургійній академії імені Станіслава Сташиця, у 2012 р. — у Технічному університеті «Варшавська політехніка». Зібрав і систематизував численні матеріали з історії гірництва Центральної Європи, для чого відвідав десятки давніх рудників, шахт-музеїв, скансенів, археологічних об'єктів, гірничих університетів і музеїв. Брав участь у комплексних археологічно-інженерних дослідженнях рудника епохи бронзи Картамиш (Луганщина).
З 2013 р. — професор кафедри геоінженерії Національного технічного університету України «Київський політехнічний інститут імені Ігоря Сікорського». Брав участь у створенні освітніх стандартів України зі спеціальностей «Гірництво» та «Нафтогазова інженерія».
Опублікував понад 200 наукових статей, 12 монографій і підручників, бл. 50 патентів на винаходи й корисні моделі. Входив до складу основного авторського колективу «Малої гірничої енциклопедії» (тритомне видання, бл. 17 тис. гасел). Учасник понад 20 дослідницьких проєктів МОН України, Національного фонду досліджень України, наукових програм NATO, HORIZON EUROPE, ERASMUS, TUFTS UNIVERSITY, SHEVCHENKO SCIENTIFIC SOCIETY (USA), GOETHE-INSTITUT та ін.

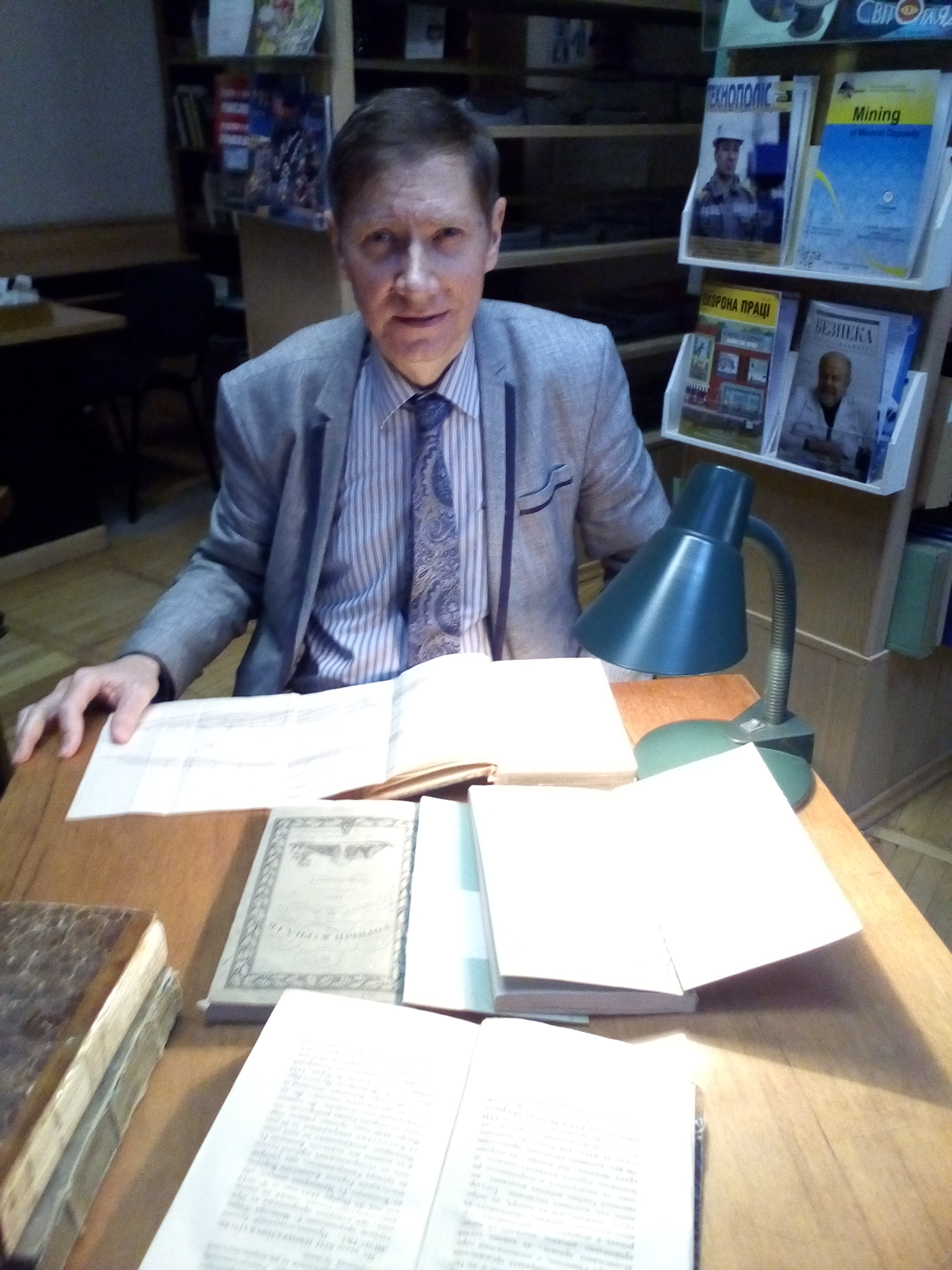
Праця зі стародруками в Науковій бібліотеці «Дніпровської політехніки». Дніпро, травень 2019 року
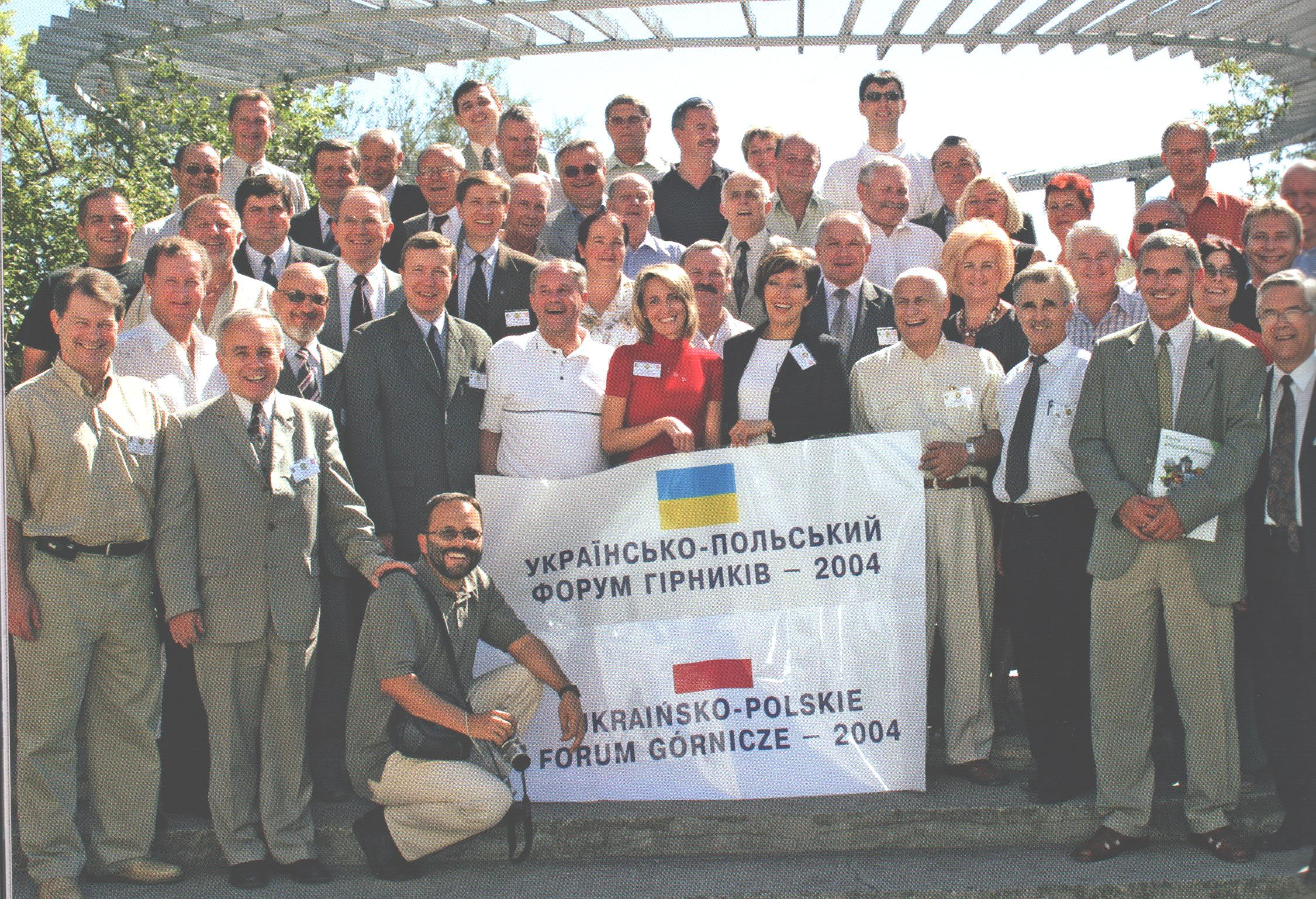
Українсько-польський форум гірників. 2004 рік, Ялта, Крим
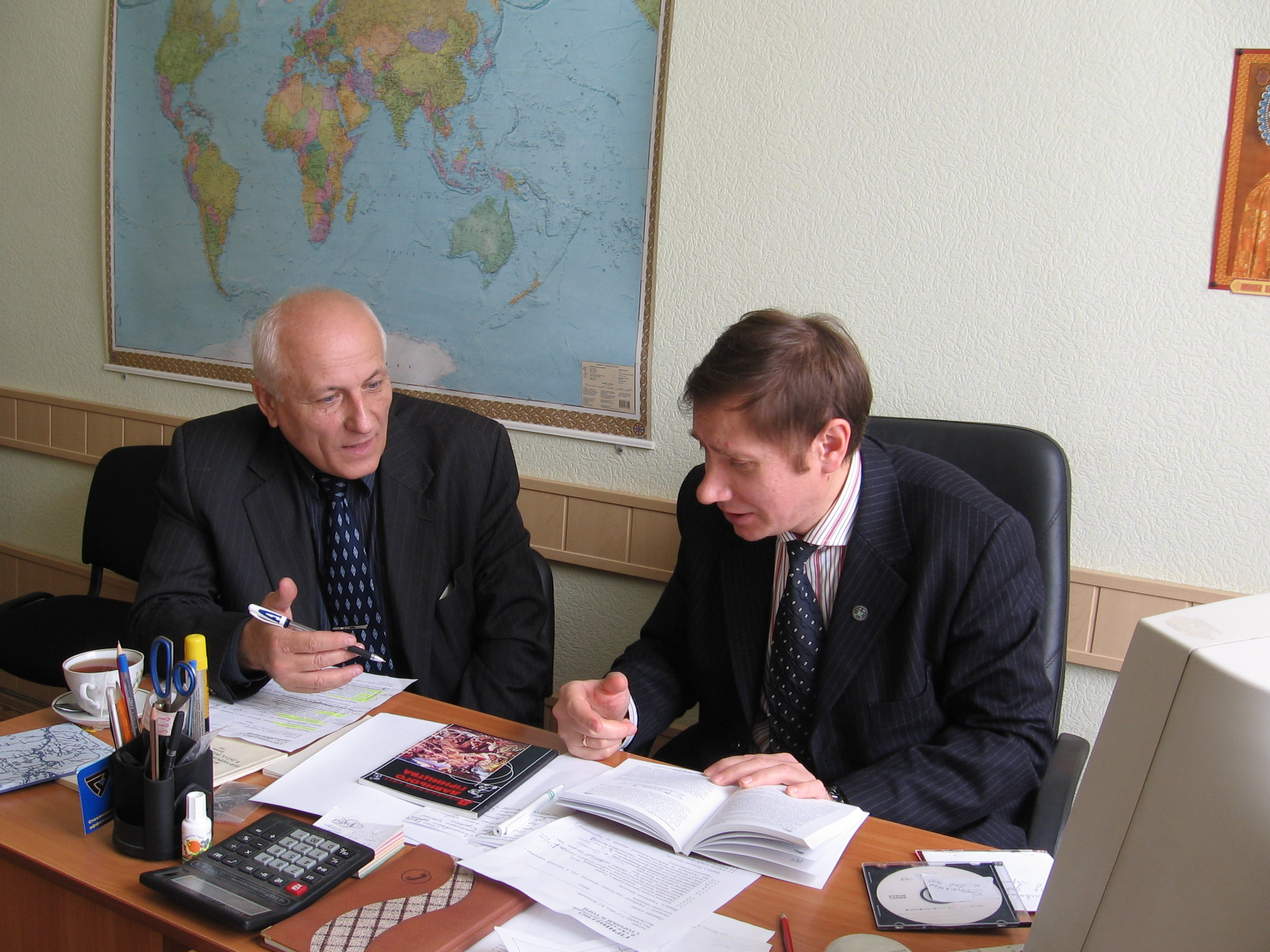
Професори Геннадій Гайко і Володимир Білецький. Донбаський державний технічний університет, Алчевськ, 2012 рік
На врученні дипломів новообраним дійсним членам НТШ, Київ, НАН України, 22.03.2023.
На шахтарському святі в Кошицях, Словаччина, 10.06.2016. Поруч з проф. Г.Гайко - шахтарська родина Дюрове.
З керівником наукового стажування проф. Т. Майхерчиком у Краківській гірничо-металургійній академії, 06.12.2018

## Основні наукові здобутки
1. З підземного будівництва
- створення наукових основ управління напруженим станом конструкцій кріплення підземних споруд та резервування їх надійності;
- розроблення системної методології та інструментарію планування розвитку підземної урбаністики великих міст, створення морфологічних моделей і сценаріїв розвитку підземної інфраструктури великих міст для мінімізації екологічних, техногенних і безпекових ризиків урбаністичного простору (у співавторстві);
- обґрунтування способів ревалоризації історичних гірничих споруд, забезпечення автентичності та безпеки підземних туристичних трас.

2. З історії гірництва
- систематизація основних етапів світової історії гірництва (концепція — «гірництво без кордонів»), виникнення, накопичення та розповсюдження гірничих знань;
- висунув і науково обґрунтував гіпотезу виникнення первісної металургії в сталих спільнотах давніх гірників при визначальному впливі факторів сакрального характеру;
- обґрунтував масштаби та технологічні особливості видобутку мідних руд на руднику епохи бронзи Картамиш, Луганщина (у співавторстві).

3. З нетрадиційних гірничих технологій
- розроблення нової технології підземної газифікації вугілля за допомогою окремих свердловин-газогенераторів зі змінною точкою подавання дуття та утилізацією теплової енергії підземного газогенератора;
- створення екранованих способів видобування метану донних газогідратів з використанням гідророзриву пласта та акустичних резонаторів потоку.

## Основні публікації
- Панкратова Н. Д., Гайко Г.І., Савченко І. О. Розвиток підземної урбаністики як системи альтернативних проєктних конфігурацій: Монографія. Київ: Наукова думка, 2020. 136 с.
- Pankratova N., Haiko H., Savchenko I. Modeling the Underground Infrastructure of Urban Environments. A Systematic Approach/ The Urban Book Series. Springer. 2024. 256 р.
- Кравець В. Г., Гайко Г. І., Ган А. Л., Ган О. В., Шайдецька Л. В. Геоінженерія мегаполіса. Підземна урбаністика: Підручник. — К.: КПІ ім. Ігоря Сікорського, 2024. — 686 с.
- Гайко Г. І. Будівельні матеріали та конструкції підземних споруд. Конструкції кріплення: Навчальний посібник. — К.: КПІ ім. Ігоря Сікорського, 2019. — 134 с.
- Гайко Г. І., Білецький В. С. Гірництво в історії цивілізації: Монографія. — К.: Видавничий дім «Києво-Могилянська академія», 2016. — 486 с.
- Гайко Г. І., Білецький В. С. Історія гірництва: Підручник. — Київ-Алчевськ: видавничий дім «Києво-Могилянська академія», Вид-во «Ладо» ДонДТУ, 2013. — 542 с.
- Г. И. Гайко. История освоения земных недр. Донецьк: Східний видавничий дім, 2009. — 292 с.
- Гайко Г. И., Заев В. В., Шульгин П. Н. Утилизация тепловой энергии при подземной термохимической переработке угольных пластов: Монография. — Алчевск: ДонГТУ, 2012. — 141 с.
- H. Haiko, P. Saik, V. Lozynskyi. The Philosophy of Mining: Historical Aspect and Future Prospect// Рhilosophy&Сosmology, Volume 22. — 2019. — Р. 76 — 90.
- Brovender, Y., Haiko, H., & Brovender, O. (2021). Mining under the early metal in the context of Kartamysh ore occurrence of Ukrainian Donbas. Mining of Mineral Deposits, 2021, 15(3), рр. 45-53.
- Haiko, H., Lubenska, N. Preserving the cultural and industrial Heritage of Mining Regions as a social Component of Post-mining Era. GeoResources Journal, 2022(2), pp. 45–50.
- Haiko H., Ogorodnyk Y., Pyha L., Durove J. Shielded Development of Marine Bottom Gas Hydrates by Fracking a Layer. Non-Traditional Technologies in the Mining Industry// Solid State Phenomena, 2018. Vol. 277, pp. 27-35.
- Білецький В. С., Гайко Г. І. Хронологія гірництва в країнах світу. — Донецьк: Донецьке відділення НТШ, «Редакція гірничої енциклопедії», УКЦентр, 2006. — 224 с. ([2],[3])
- Гайко Г., Білецький В., Мікось Т., Хмура Я. Гірництво й підземні споруди в Україні та Польщі (нариси з історії). — Донецьк: УКЦентр, Донецьке відділення НТШ, «Редакція гірничої енциклопедії», 2009. — 296 с.
- Білецький В. С., Гайко Г. І., Орловський В. М. Історія та перспективи нафтогазовидобування: Навчальний посібник. — Київ: ФОП Халіков Р. Х., 2019, 302 с. Видання друге: Історія та перспективи нафтогазовидобування: навчальний посібник / Білецький В. С., Гайко Г. І., Орловський В. М. — Львів: Видавництво «Новий Світ — 2000», 2019. — 302 с.
- Гайко Г. І., Білецький В. С. Світова історія нафтогазовидобування (стислий нарис): науково-популярне видання. — Львів: «Новий Світ-2000», 2025. — 218 с.
- Haiko H., Savchenko I., Shelestov A. Ensuring resilience and safety of the transpor-tation system of Kyiv in planning the network of road tunnels. Case Studies on Transport Policy, 19 (2025) 101355.
- Haiko H., Hollander J. B. & Savchenko I. Priority ranking of alternative Odesa metro plan variants: using modified morphological analysis method. International Journal of Urban Sciences. 2025.

## Переклади
- Агрікола Г. Про гірничу справу в дванадцяти книгах (книги I—VI)/ Переклад і редакція В. Білецького, Г. Гайка. — Донецьк: Східний видавничий дім, 2014.[4]
- Агрікола Г. Про гірничу справу XII книг: (кн. VIІ-ХІІ) = De Re Metallica Libri ХII / Георгій Агрікола ; порівняльний пер., наук. ред. й комент.: В. Білецький, Г. Гайко. — Львів: Новий Світ-2000, 2023. — 343 с.[5]

## Нагороди і відзнаки
- Відзнака Переможця традиційного щорічного конкурсу імені Олеся Гончара журналу «Бористен» за 2015 рік — за цикл статей «Постаті» про видатних людей Донбасу ХІХ-ХХІ ст. (разом з проф. . С. Білецьким).
- Медаль з нагоди 150-річчя Наукового товариства ім. Шевченка (2023).
- Пам'ятна медаль «Євграф Ковалевський» Донецького відділення НТШ, посвідчення від 23 грудня 2023 р. з нагоди 150-річчя НТШ.

## Хобі
Бібліофільство.